# 择捉草莓
择捉草莓，是草莓属中原产自择捉岛（俄羅斯南千島群島之一）的一个品种。在野生草莓品种中，它的果实相对较大，形似弗州草莓。

## 多倍性
所有草莓的基因都由几组含七条染色体的染色体组构成。择捉草莓起初被认为是八倍体（有八组基本染色体组，一共56条），但是后续试验结果却是十倍体（共计70条染色体）。现在，学界仍不明确这种情况是第一次实验报告出错导致的，还是因为择捉草莓本身染色体就存在两种形式。